# Cantone di Entrevaux
Il Cantone di Entrevaux è una divisione amministrativa dell'arrondissement di Castellane.
A seguito della riforma approvata con decreto del 24 febbraio 2014, che ha avuto attuazione dopo le elezioni dipartimentali del 2015, dall'aprile 2015 è stato accorpato al Cantone di Castellane.

## Composizione
Comprende 6 comuni:
- Castellet-lès-Sausses
- Entrevaux
- La Rochette
- Saint-Pierre
- Sausses
- Val-de-Chalvagne